# Krasiciîn, Kameanka-Buzka
Krasiciîn (în ucraineană Красічин, în germană Krasiczyn) este un sat în comuna Jeldeț din raionul Kameanka-Buzka, regiunea Liov, Ucraina. Satul a fost locuit de germanii galițieni.

## Demografie
Componența lingvistică a localității Krasiciîn
     Ucraineană (100%)
Conform recensământului din 2001, toată populația localității Krasiciîn era vorbitoare de ucraineană (100%).